# Drosophila quadrilineata
Drosophila quadrilineata är en tvåvingeart som beskrevs av Johannes Cornelis Hendrik de Meijere 1911. Drosophila quadrilineata ingår i släktet Drosophila och familjen daggflugor.
Arten finns i stora delar av Sydostasien, Indien, Mikronesien, Hawaii, Solomonöarna och Ryukuöarna.